# アイドリング!!!14th LIVE 井の中のアイドリング!!!大海でバタアシング!!!菊地亜美アイドル卒業までのカウントダウン
『アイドリング!!!14th LIVE 井の中のアイドリング!!!大海でバタアシング!!!菊地亜美アイドル卒業までのカウントダウン』（アイドリング!!!フォーティーンスライブ いのなかのアイドリング!!!たいかいでバタアシング!!!きくちあみアイドルそつぎょうまでのカウントダウン）は、日本の女性アイドルグループ・アイドリング!!!のライブBlu-ray Disc。2015年4月15日にポニーキャニオンからリリースされた。

## 背景・リリース

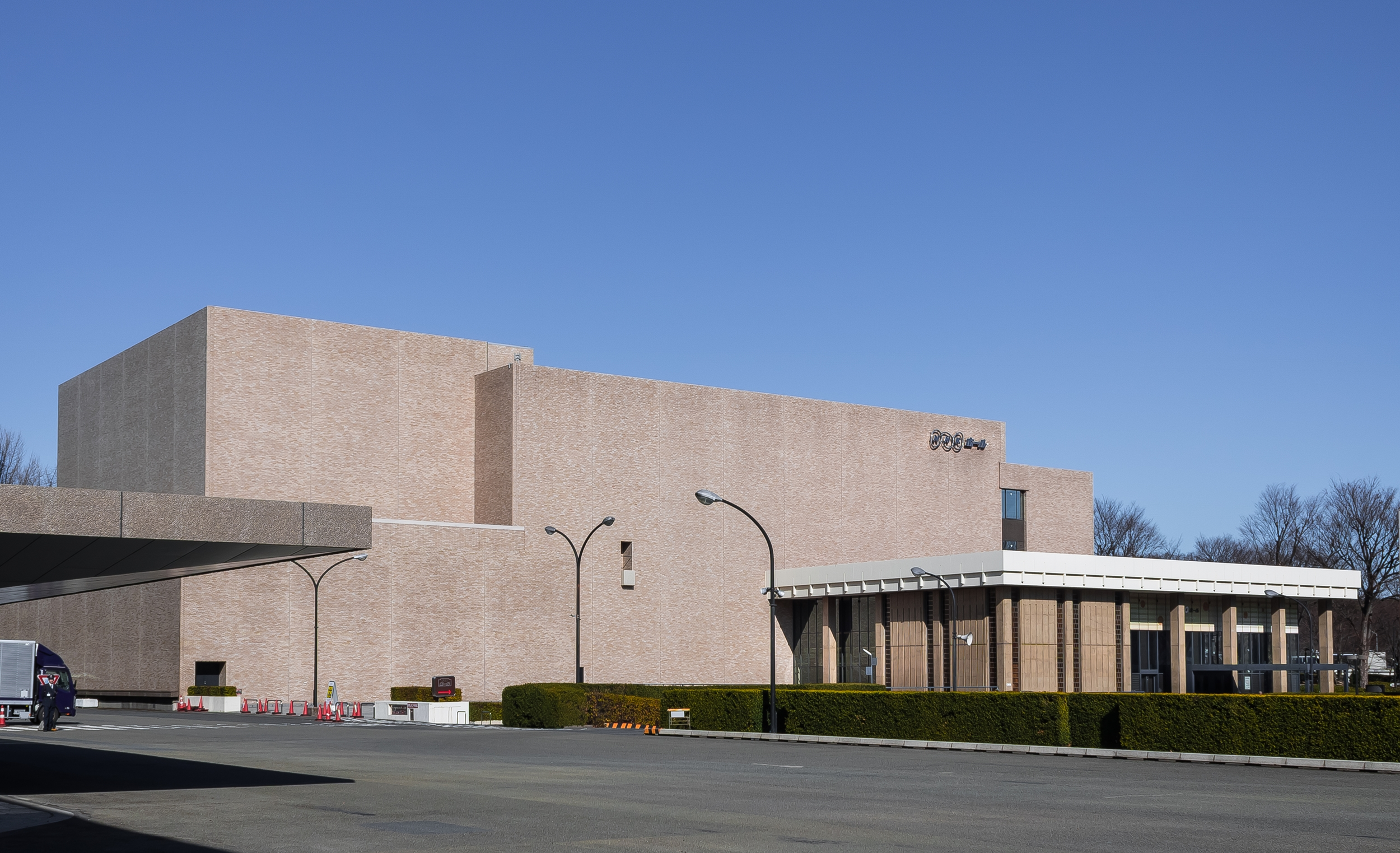
会場のNHKホール（2016年撮影）

2014年11月24日にNHKホールで開催した、女性アイドルグループ・アイドリング!!!のメンバー、菊地亜美卒業公演の模様を完全収録したBlu-ray Disc。
本編全31曲に、舞台裏・リハーサル風景・インタビューなどを収録した特典映像が含まれている。ほか初回生産分には、生写真（3種の内ランダム1種）の封入特典が付く。
本編
アイドリング!!!2期生として約6年半活動した菊地亜美の、アイドル集大成となる卒業公演。アイドリング!!!「14thナンバリングライブ」の夜公演としてプログラムされている。本編には楽曲のほか、送別セレモニーなども収められている。
セットリストは本人によるもので、自身のピアノ伴奏曲や50分ノンストップメドレーなどを組み込むなど、演出にも関わっている。ステージ衣装や装飾等は、自身とメンバー三宅ひとみが共同でプロデュースしている。
その他
中学生メンバーであった清久レイア・橋本瑠果は、年齢による時間制約上18曲目までの参加に止どまっている。また清久は、開催直後の2014年末に卒業した為、自身最後の本公演出演となった。
送別セレモニーでは、グループOGで同い年の親友でもある、谷澤恵里香が駆け付けた。また、『アイドリング!!!』MCを務めるバカリズムがサプライズで登場した。かつてのリーダー遠藤舞が以前、自身の卒業公演でバカリズムから刺繍入り長ランを贈られた件について、菊地自身も所望した願いが叶い長ランを授与されている。
実際の本公演で、音ズレが発生しアクシデントになってしまった3曲目の「キュピ♥」は、本作ではNG部分が映像・音声ともに修正されている。

## 出演者
アイドリング!!!
- 菊地亜美
- 外岡えりか・横山ルリカ・河村唯・長野せりな・酒井瞳・朝日奈央・三宅ひとみ・橘ゆりか・大川藍・橋本楓・倉田瑠夏・尾島知佳・高橋胡桃・玉川来夢・清久レイア

NEO fromアイドリング!!!兼任メンバー
- 伊藤祐奈・石田佳蓮・古橋舞悠・関谷真由・橋本瑠果・佐藤麗奈・佐藤ミケーラ倭子

ゲストOG
- 谷澤恵里香

セレモニーMC
- バカリズム・森本さやか (アナウンサー)

## 収録曲
（オープニングブロック）
1. シャウト!!!
2. サマーライオン
3. キュピ♥
4. One Up!!!
5. Shine On
6. I'd Ring
（ユニットブロック）
7. 想いの詩（ピアノバージョン）
8. NA・GA・RA
9. まけへんで
10. mero mero（with NEO fromアイドリング!!!）
11. ベタな失恋〜渋谷に降る雪〜
（50分ノンストップメドレー）
12. 寒い夜だから
13. EZ DO DANCE
14. 恋ゴコロ
15. サヨナラ純情
16. 戦闘恋愛少女ロボB型の憂鬱
17. U
18. Iのスタンダード2014
19. 粉雪が舞う街並みで
20. GO EAST!!! GO WEST!!!
21. 夏のお嬢さん
22. 涙のフリージア
23. ドーナツの向こう側 -2期ver.-
24. モテ期のうた〜season2〜
25. Snow celebration
26. やらかいはぁと
（ラストブロック）
27. MAMORE!!!
28. さくらサンキュー
（アンコール）
29. SHA KA LA KA PARTY
30. 「職業:アイドル。」
31. さよなら・またね・だいすき